# Lincoln County, Idaho
Lincoln County är ett administrativt område i delstaten Idaho, USA, med 5 208 invånare (2010). Den administrativa huvudorten (county seat) är Shoshone. 

## Geografi
Enligt United States Census Bureau så har countyt en total area på 3 123 km². 3 122 km² av den arean är land och 1 km² är vatten.

### Angränsande countyn
- Camas County - nordväst
- Blaine County - nord
- Minidoka County - öst
- Jerome County - syd
- Gooding County - väst